# Valescourt

Valescourt este o comună în departamentul Oise, Franța. În 1 ianuarie 2022 avea o populație de 298 de locuitori.